# アンリ・ルソー

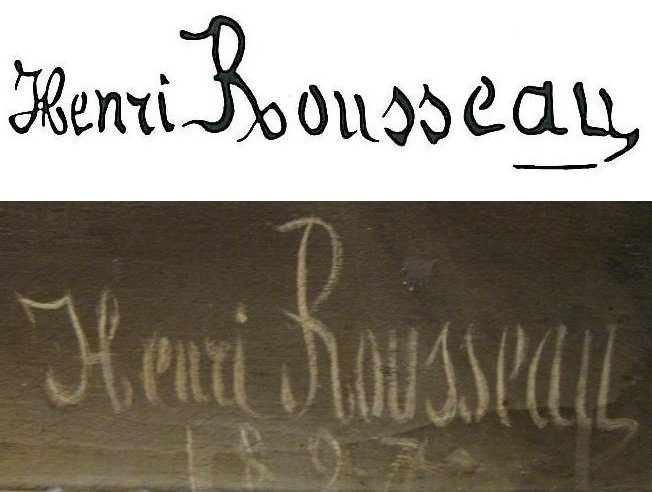
アンリ・ルソーのサイン

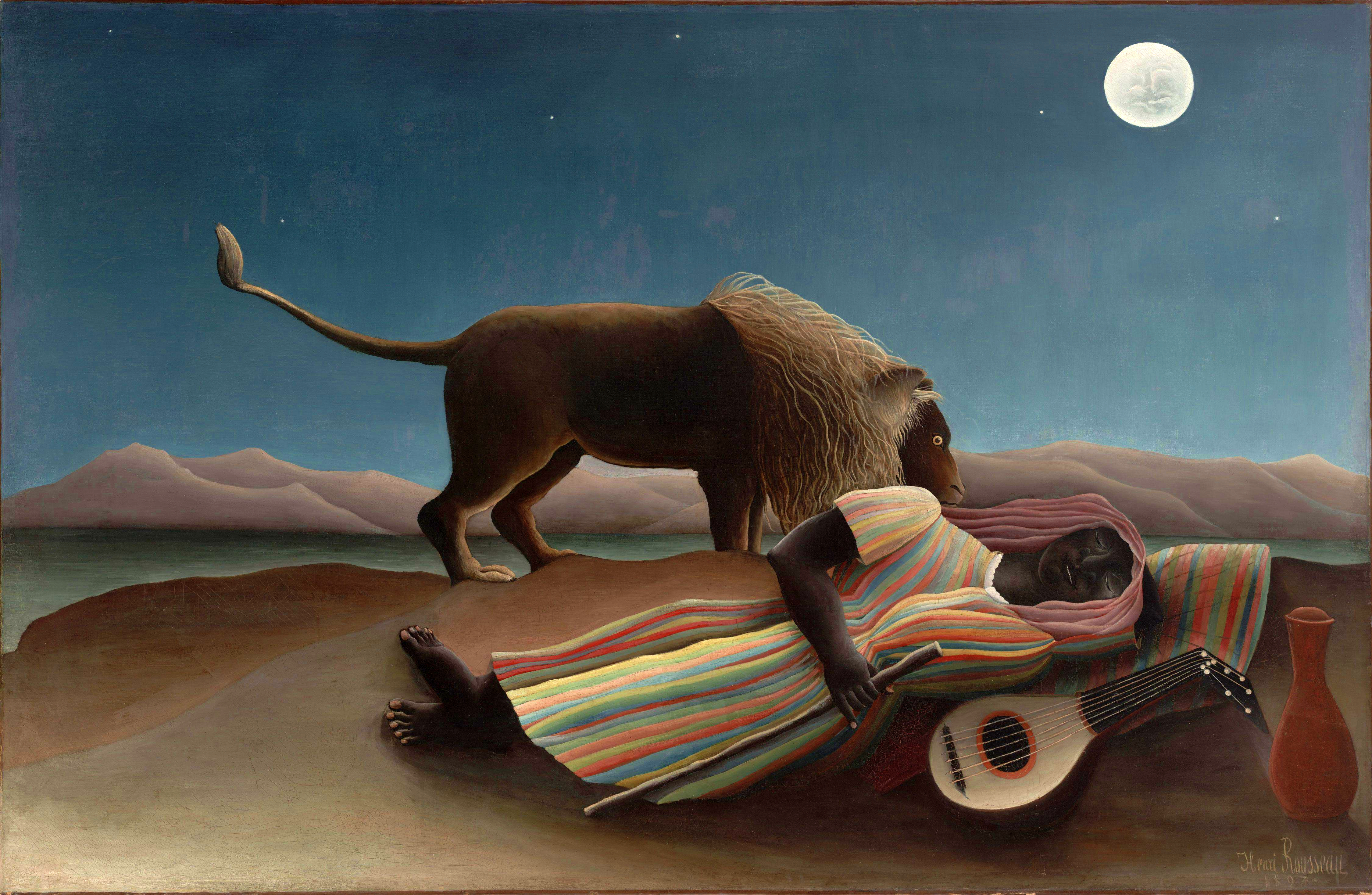
《眠るジプシー女》1897年、ニューヨーク近代美術館蔵

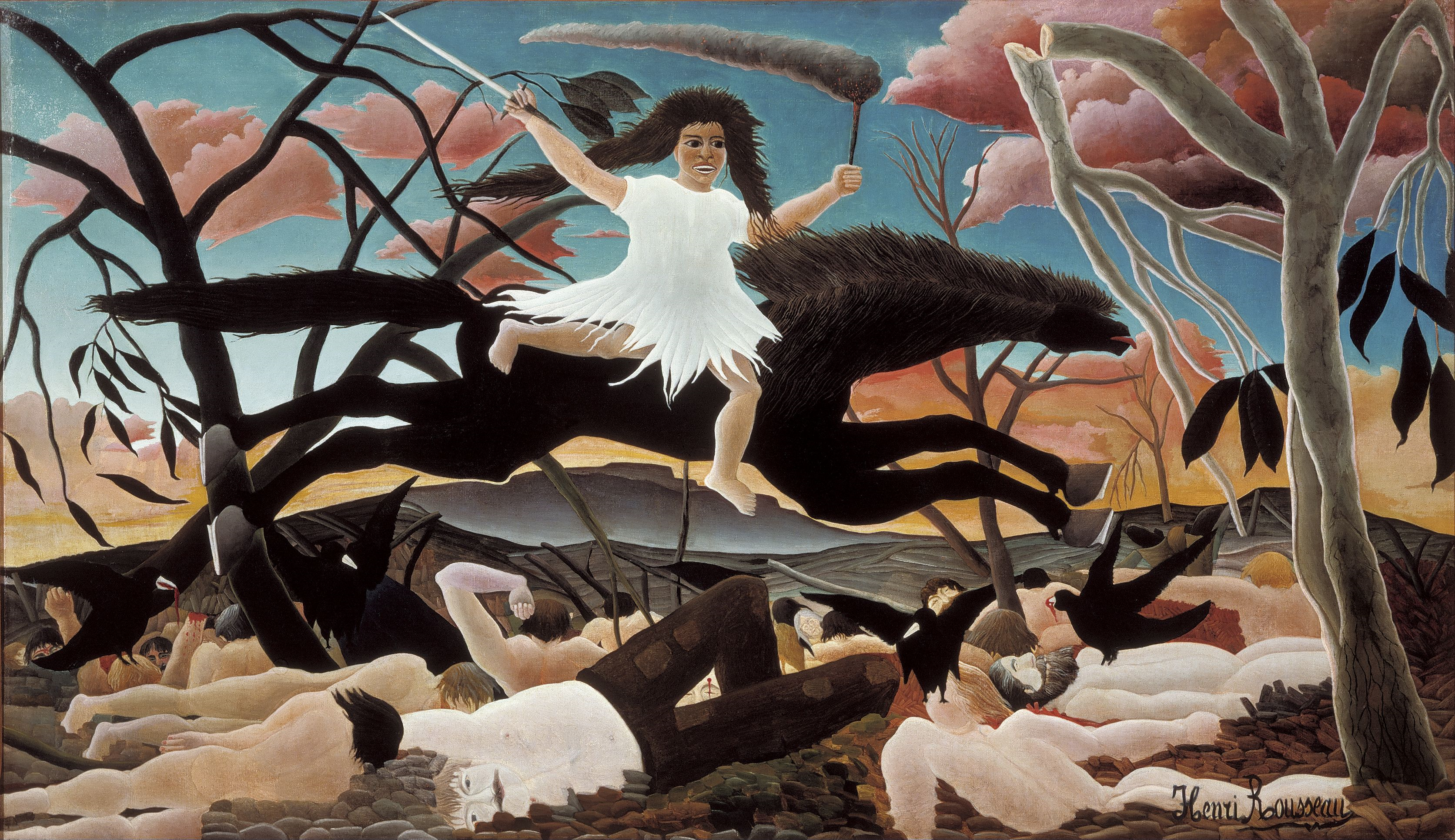
《戦争》1894年、オルセー美術館蔵

アンリ・ジュリアン・フェリックス・ルソー（Henri Julien Félix Rousseau、1844年5月21日 - 1910年9月2日）は、19世紀末から20世紀初頭にかけて活躍したフランスの素朴派(ナイーヴ・アート)の画家。伝統的な美術教育を受けず独学で絵を描いたため、下手な画家と揶揄されることがあるが、色彩感覚や繊細な表現に優れ、独特の幻想的な雰囲気やユニークな視点、および伝統的技法とは異なる独自の芸術表現などが評価されている。
20数年間、パリ市の税関の職員を務め、仕事の余暇に絵を描いていた「日曜画家」であったことから「ドゥアニエ（税関吏）・ルソー」の通称で知られる。ただし、ルソーの代表作の大部分はルソーが税関を退職した後の50歳代に描かれている。

## 生涯

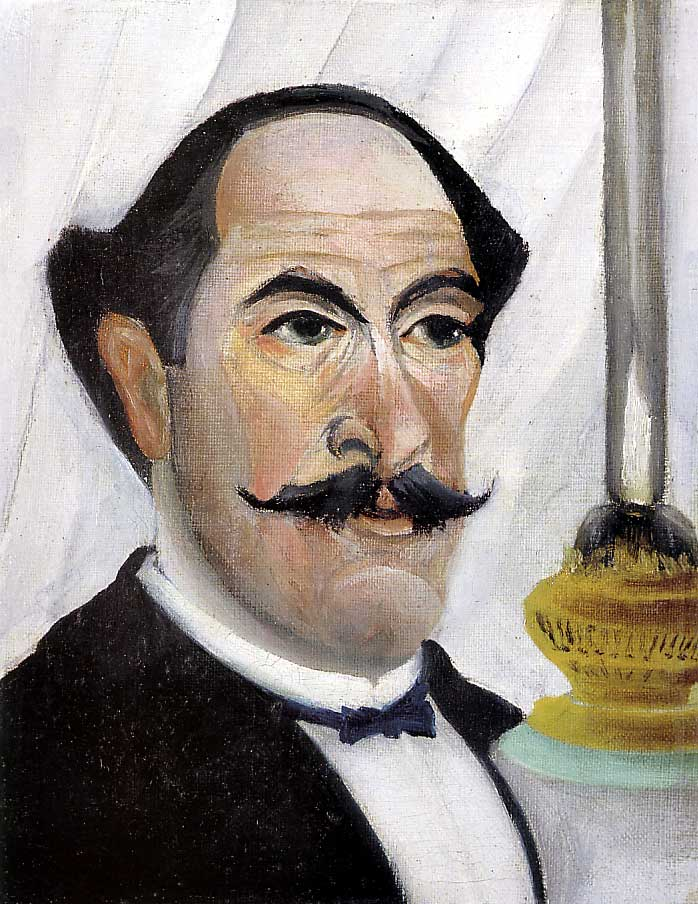
《自画像》1903年、ピカソ美術館蔵

ルソーは1844年、マイエンヌ県ラヴァルに生まれた。高校中退後、一時法律事務所に勤務する。1863年から1868年まで5年間の軍役を経て1871年、パリの入市税関の職員となる。現存するルソーの最初期の作品は1879年（35歳）頃のものである。審査のあるサロンには落選したが、1886年から審査のないアンデパンダン展に出品を始め、同展には終生出品を続けている。1888年、最初の妻クレマンスが亡くなった。生まれた子供も幼くして亡くなり、2番目の妻ジョゼフィーヌにも1903年に先立たれるなど、家庭生活の面では恵まれていなかった。

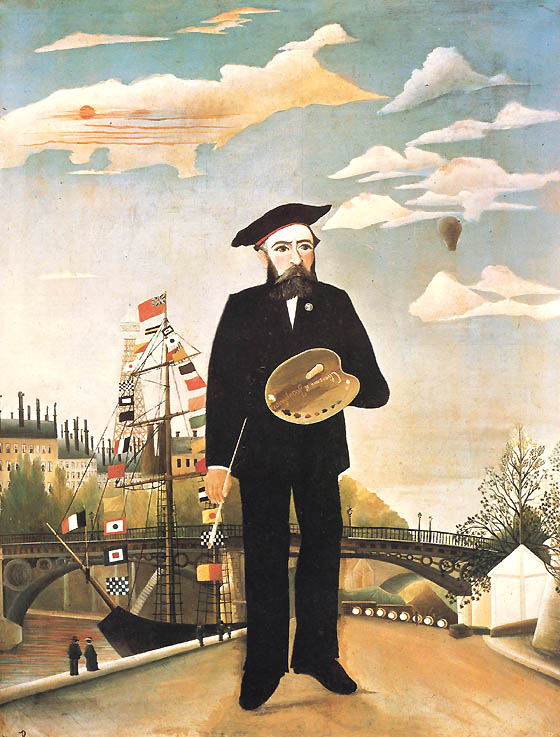
《私自身、肖像＝風景》1890年、プラハ国立美術館蔵

ルソーは税関に22年ほど勤務した後、絵に専念するため1893年には退職して、早々と年金生活に入っている。税関退職前の作品としては『カーニバルの夜』（1886年）などがあるが、『戦争』（1894年）、『眠るジプシー女』（1897年）、『蛇使いの女』（1907年）などの主要な作品は退職後に描かれている。
ルソーの作品は、生前はロートレック、ゴーギャン、ピカソ、アポリネールなど、少数の理解者によって評価された。1908年にピカソが古物商でルソーの『女性の肖像』（ピカソ美術館蔵）をわずか5フランで購入したのを機に、ピカソやアポリネールらが中心となって、パリの「洗濯船」（バトー・ラヴォワール）で「アンリ・ルソーを讃える宴」という会を開いた。冗談半分の会だったとも言われるが、マックス・ジャコブ、マリー・ローランサンなど当時モンマルトルを拠点としていた多くの画家や詩人がルソーを囲んで集まり、彼を称える詩が披露された。感激したルソーは、アポリネールとローランサンを描いた絵画を贈呈したが、その容姿は二人とは似ても似つかないものだった。似ていないという評にルソーはもう一度描かせてくれと申し出、2作目を描き贈呈した。しかし、その絵は花だけを変更し、人物二人はほぼ同じだった。
日本でも早くからその作風は紹介され、一部の画家に影響を与えた。影響を受けた画家としては、田中一村、妹尾一朗、加山又造らがいる。
晩年の1909年、ルソーはある手形詐欺事件に連座して拘留されている。この件については、ルソーは事情をよく知らずに利用されただけだという説もあるが、真相は不明である。1910年に肺炎のため66歳で死去した。
ルソーの絵に登場する人物は大概、真正面向きか真横向きで目鼻立ちは類型化している。また、風景には「遠近感がほとんどなく」、樹木や草花は葉の1枚1枚が几帳面に描かれている。このような一見稚拙に見える技法を用いながらも、彼の作品はパブロ・ピカソからも評価され、19世紀末から20世紀初頭に、シュルレアリスムを先取りしたとも言える独創的な絵画世界を創造した。
彼の作品には熱帯のジャングルを舞台にしたものが多数ある。画家自身はこうした南国風景を、ナポレオン3世とともにメキシコ従軍した時の思い出をもとに描いたと称していたが、実際には彼は南国へ「行ったことはない」。パリの植物園でスケッチしたさまざまな植物を組み合わせて、幻想的な風景を作り上げたのであった。また、写真や雑誌の挿絵を元にして構図を考えた作品があることも判明している。

## 代表作
- 《私自身：肖像＝風景》（1890年）（プラハ国立美術館）
- 《戦争》（1894年）（オルセー美術館）
- 《眠るジプシー女》（1897年）（ニューヨーク近代美術館）
- 《蛇使いの女》（1907年）（オルセー美術館）
- 《ジュニエ爺さんの二輪馬車》（1908年）（オランジュリー美術館）

### 日本にあるアンリ・ルソー作品
- 《エデンの園のエヴァ》（1906-1910年頃）、《廃墟のある風景》（1906年頃）、《《モンスーリ公園》のための習作（あずまや）》（1908-1910年）、《ライオンのいるジャングル》（1904年）、《飛行船「レピュブリック号」とライト飛行機のある風景》（1909年）、《エッフェル塔とトロカデロ宮殿の眺望》（1896-1898年）、《ムーラン・ダルフォール》（1895年頃）、《シャラントン=ル=ポン》（1905-1910年頃）（ポーラ美術館）[8]
- 《花》（1910年）、《果樹園》（1886年）、《ラ・カルマニョール》（1893年）、《釣り人のいる風景》、《"モンスーリ公園の眺め"のための下絵》、《マルヌ河畔》、《郊外》、《散策者たち》など計9点（ハーモ美術館）[9]
- 《サン＝ニコラ河岸から見たシテ島（夕暮れ）》（1887-1888年頃）、《フリュマンス・ビッシュの肖像》（1893年頃）、《戦争あるいは戦争の惨禍》（1894-1895年）、《散歩 (ビュット＝ショーモン)》（1908年頃）（世田谷美術館）[10]
- 《イヴリー河岸》（1907年頃）、《牧場》（1910年）（ブリヂストン美術館）
- 《第22回アンデパンダン展に参加するよう芸術家達を導く自由の女神》（1905-06）（東京国立近代美術館）
- 《工場のある町》（1905年）（山形美術館）
- 《パッシィの歩道橋》（1895年）、《オステルリッツ駅から左側を見た風景》（1909）（サントリーミュージアム[天保山]）
- 《牛のいる風景-パリ近郊の眺め、バニュー村》（1909年）（大原美術館）
- 《要塞の眺め》（1909年）（ひろしま美術館）

## ギャラリー

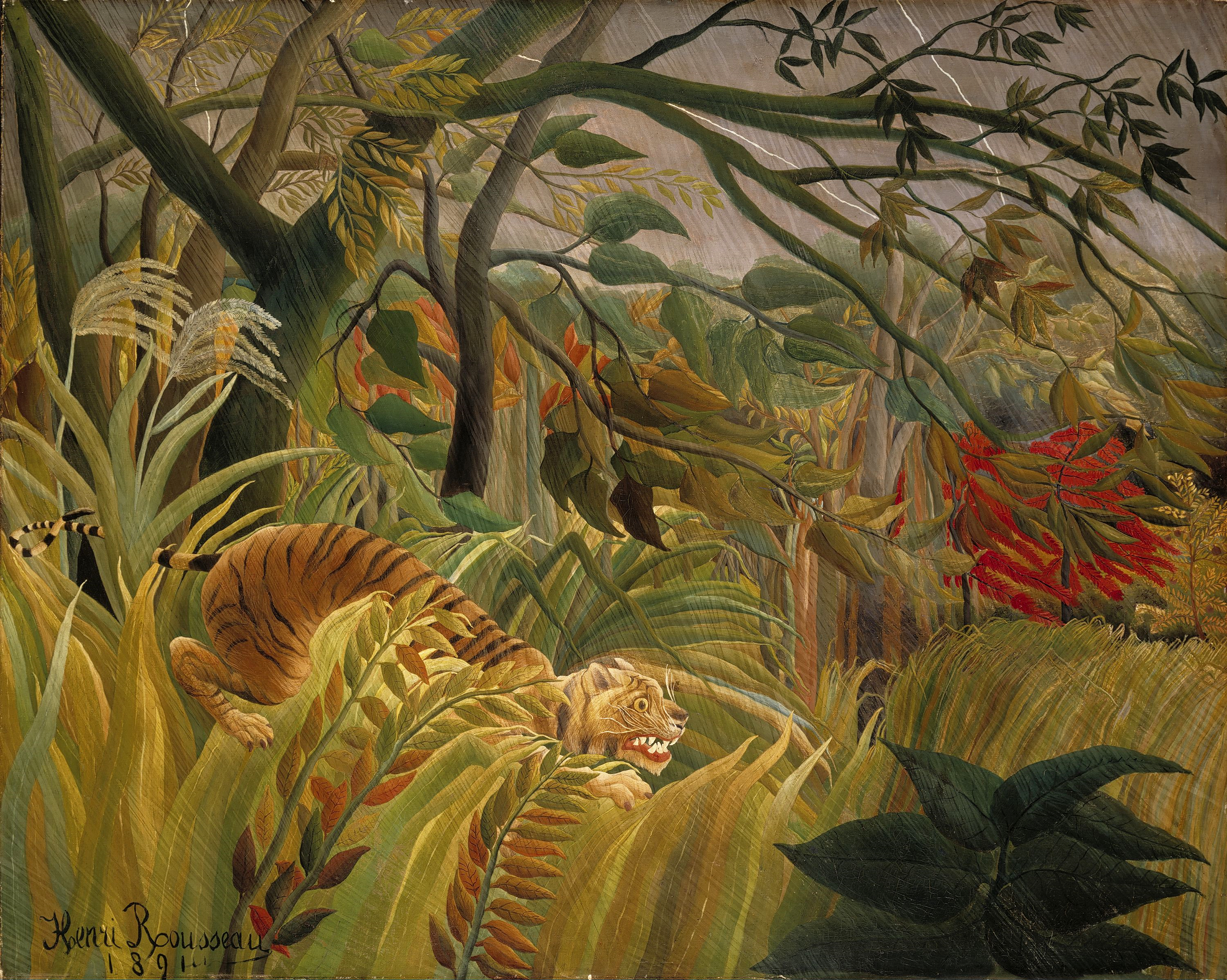
《熱帯嵐のなかのトラ》1891年、ナショナル・ギャラリー蔵（ロンドン）
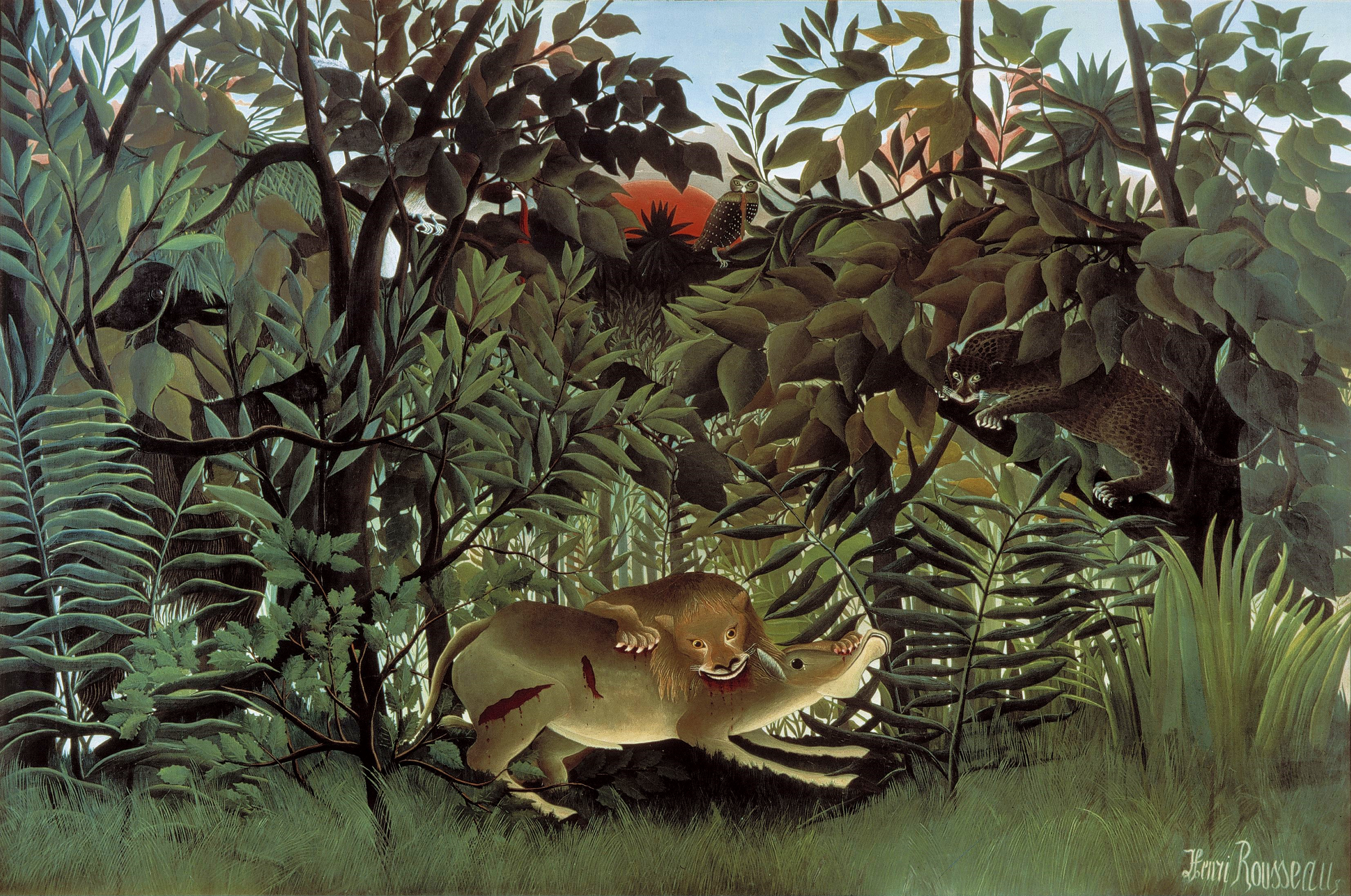
《飢えたライオン》1905年、バイエラー財団蔵（スイス）
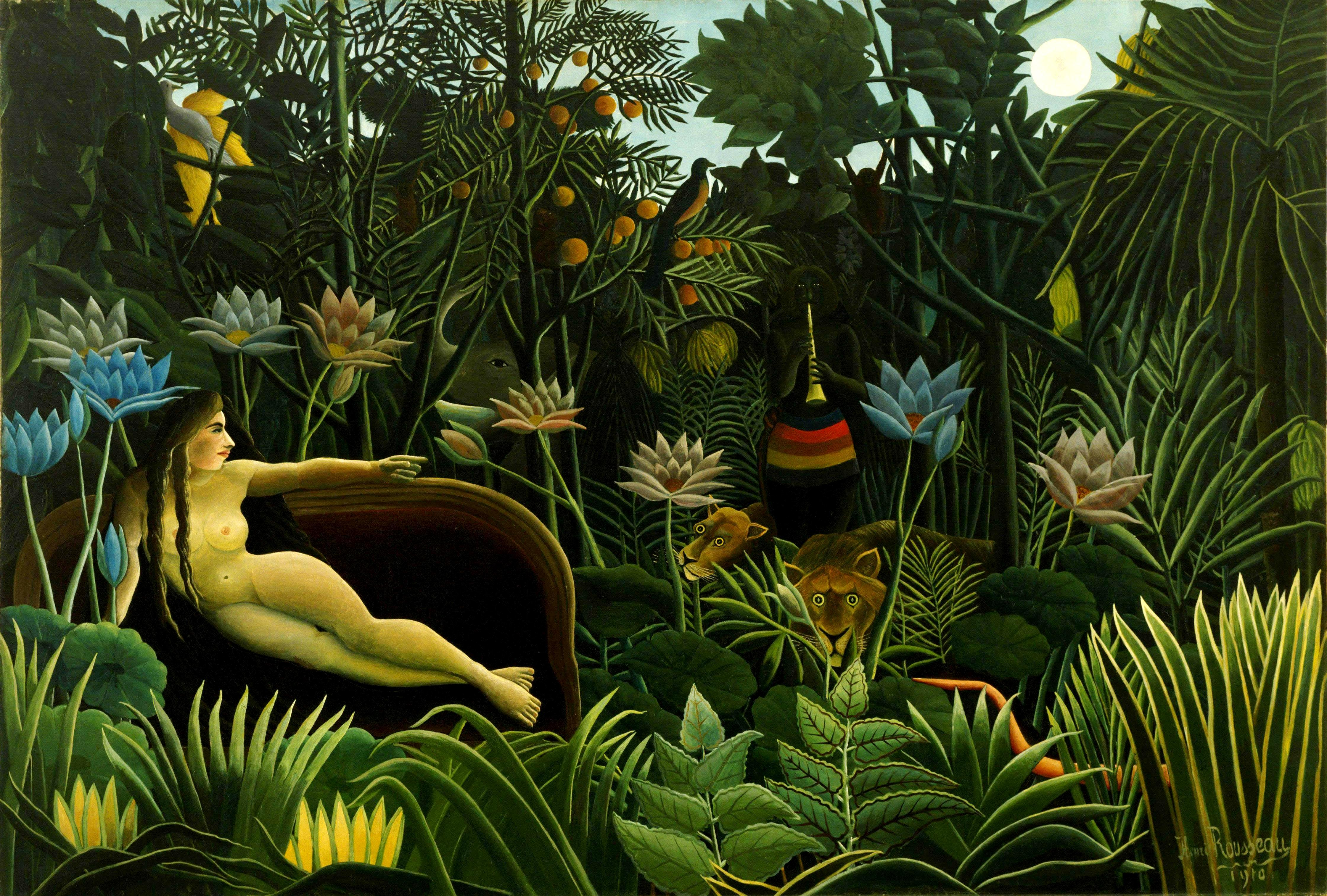
《夢》1910年、ニューヨーク近代美術館蔵
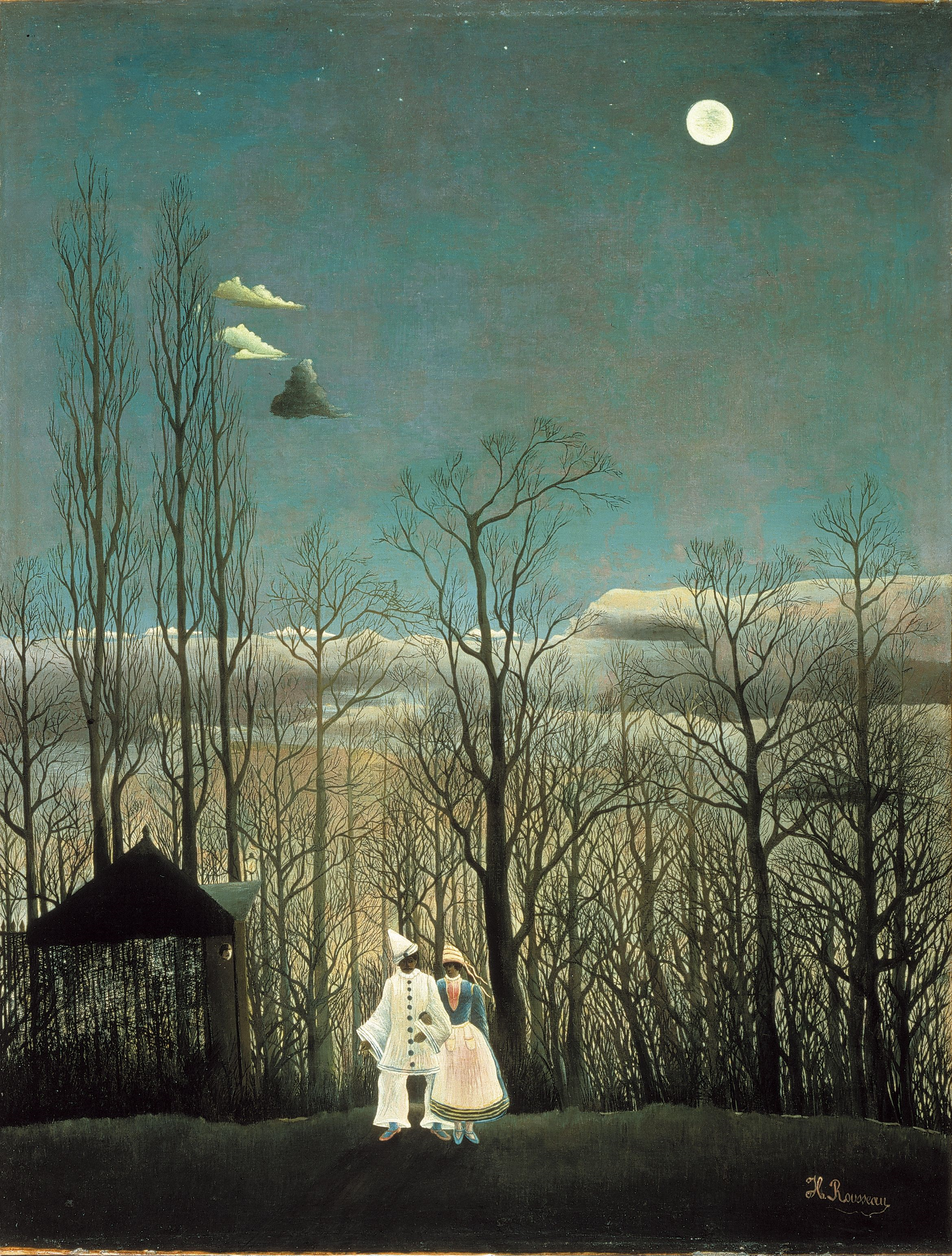
《カーニバルの夜》1886年、フィラデルフィア美術館蔵
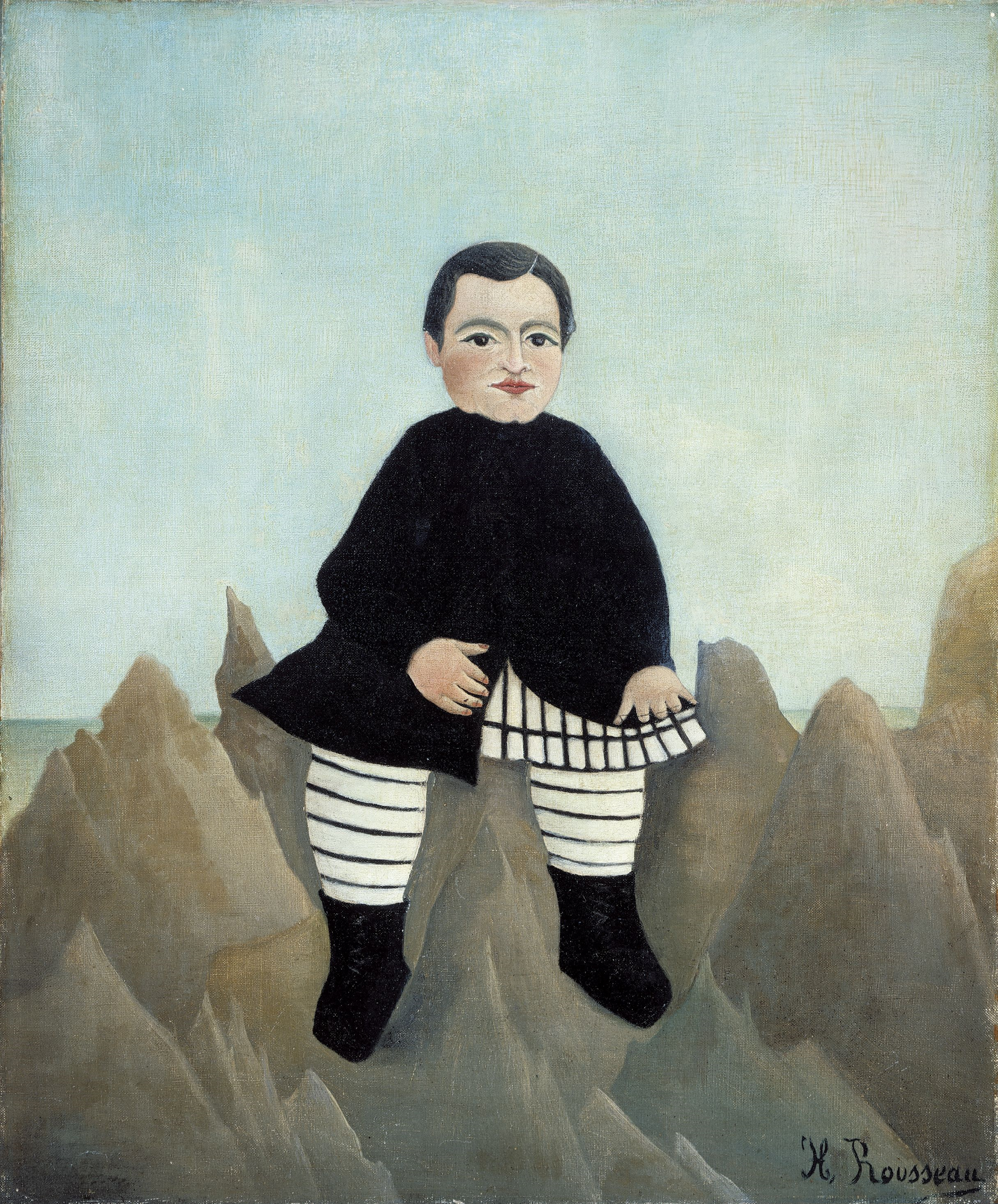
《岩の上の子供（英語版）》1895–97年頃、ナショナル・ギャラリー蔵（ワシントンD.C.）
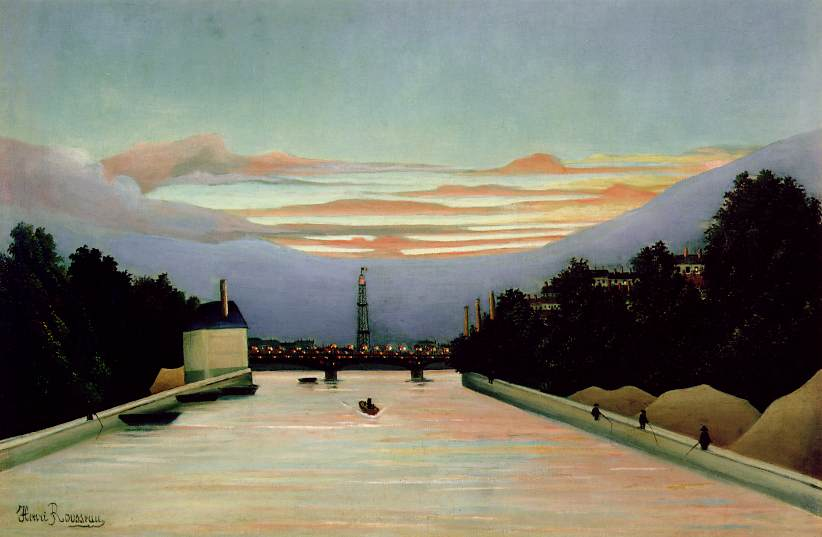
《エッフェル塔》1898年、ヒューストン美術館蔵（テキサス州）
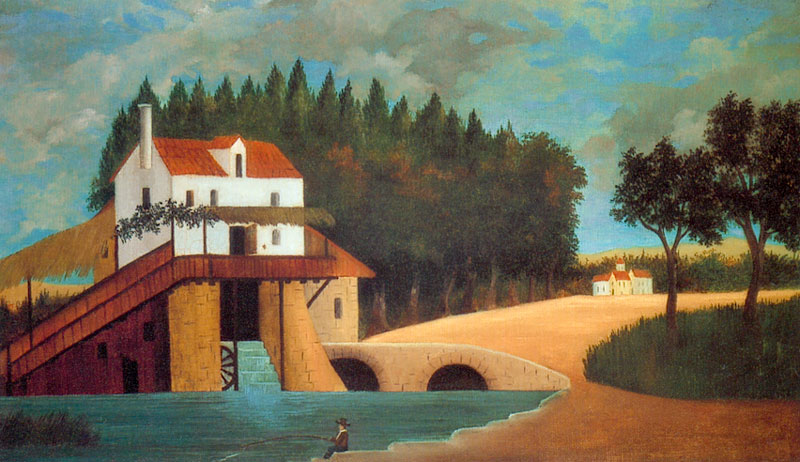
《水車》1896年頃, マイヨール美術館（フランス語版）蔵（パリ）
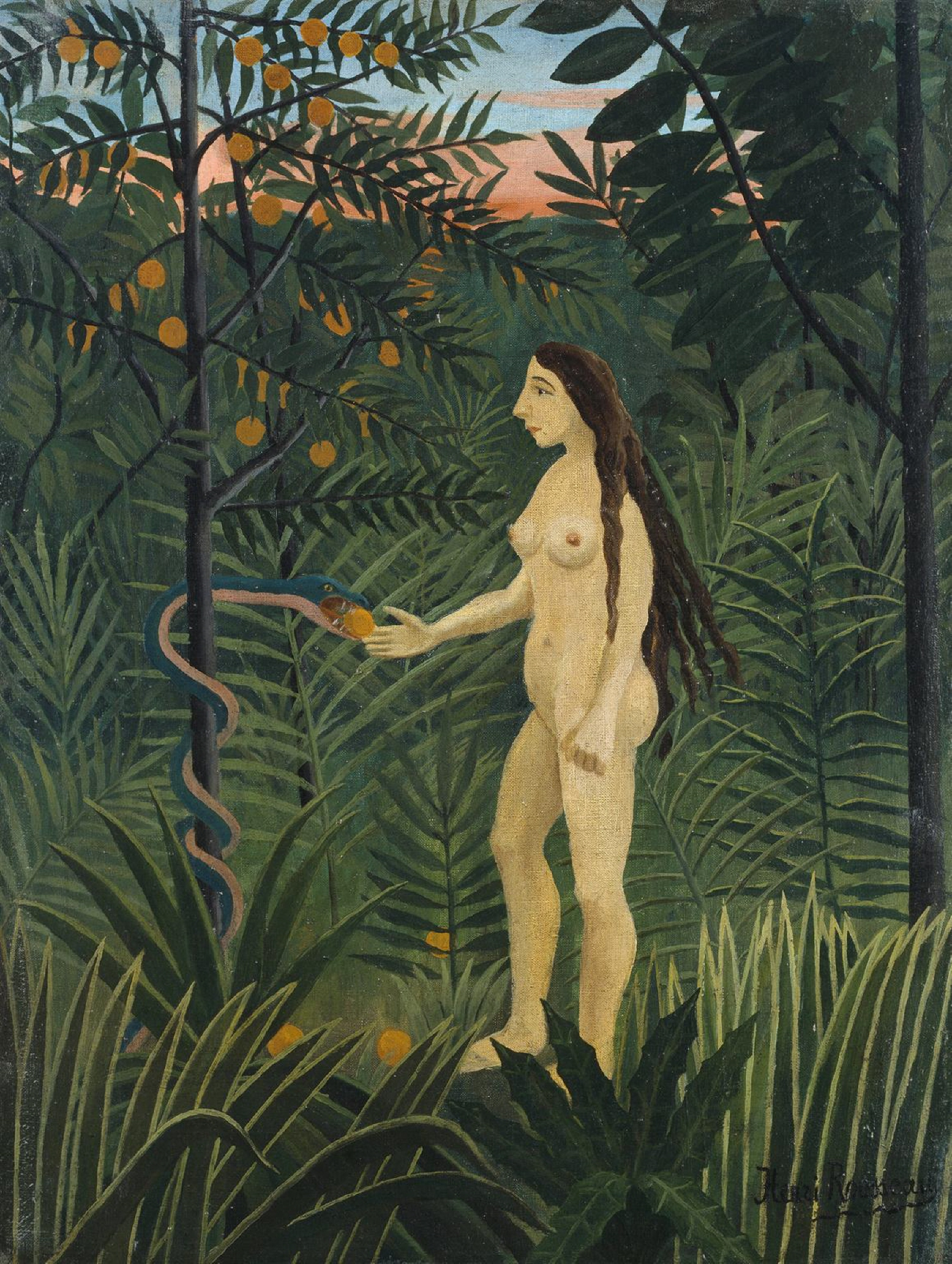
《エバ》1908年、ハンブグル美術館所蔵
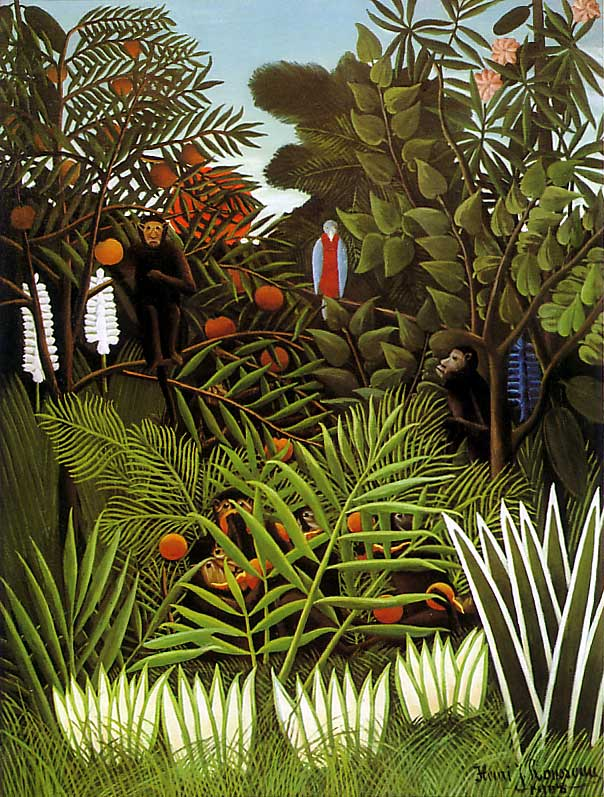
《異国風景》1908年、個人蔵
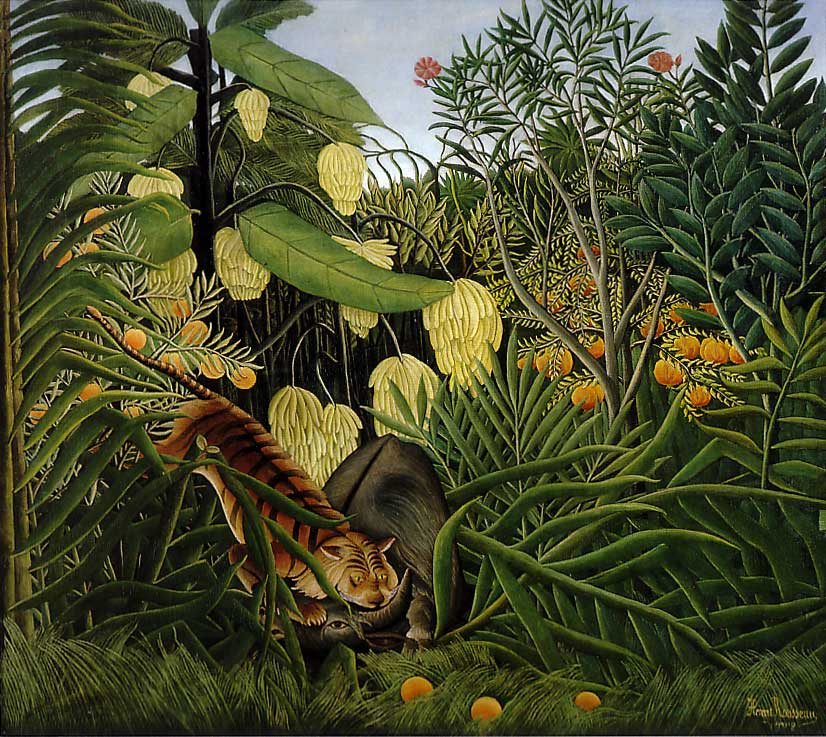
《虎と水牛の戦い》1908年、クリーブランド美術館蔵（オハイオ州）
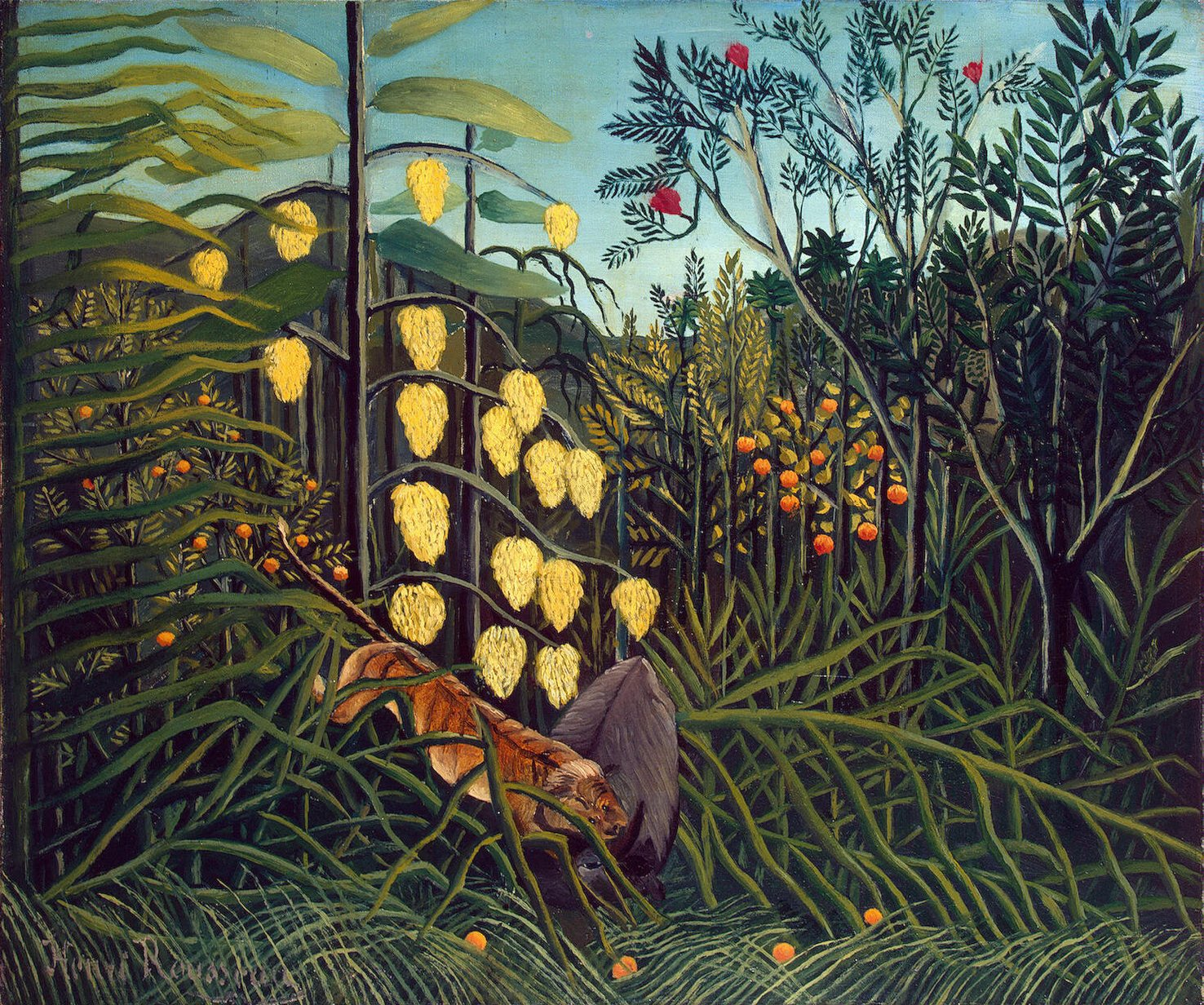
《虎と水牛の戦い》1908-1909年頃、エルミタージュ美術館（サンクトペテルブルク）
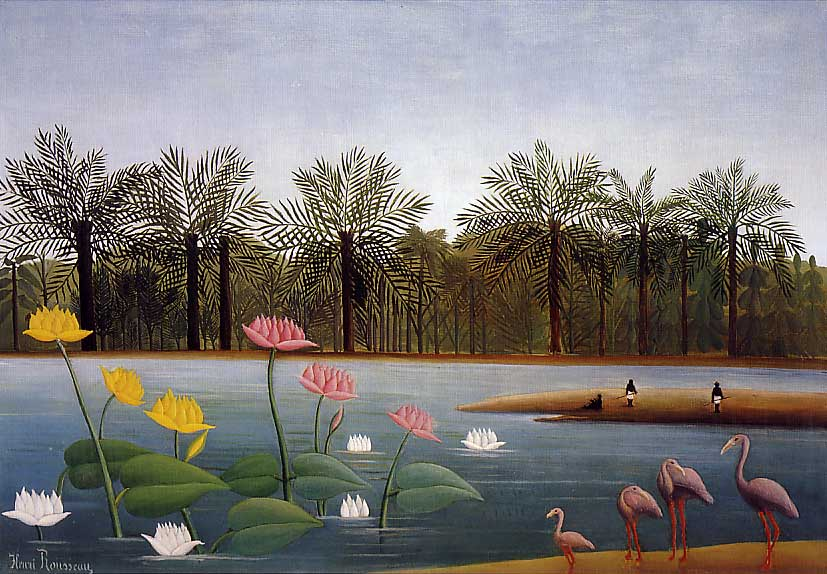
《フラミンゴ》1907年、個人蔵
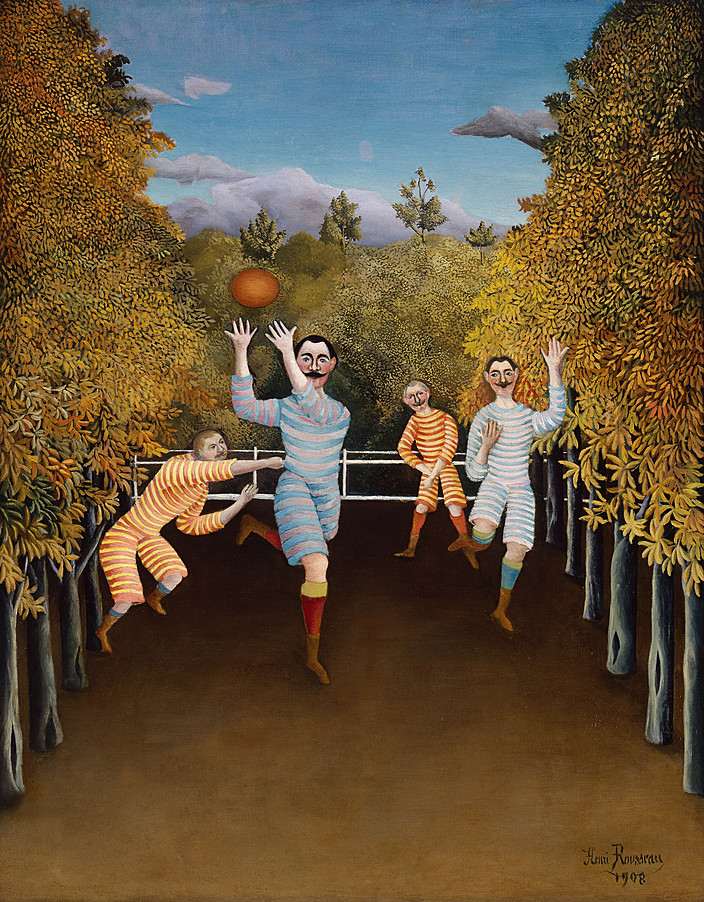
《フットボールをする人々》1908年、ソロモン・R・グッゲンハイム美術館（ニューヨーク）
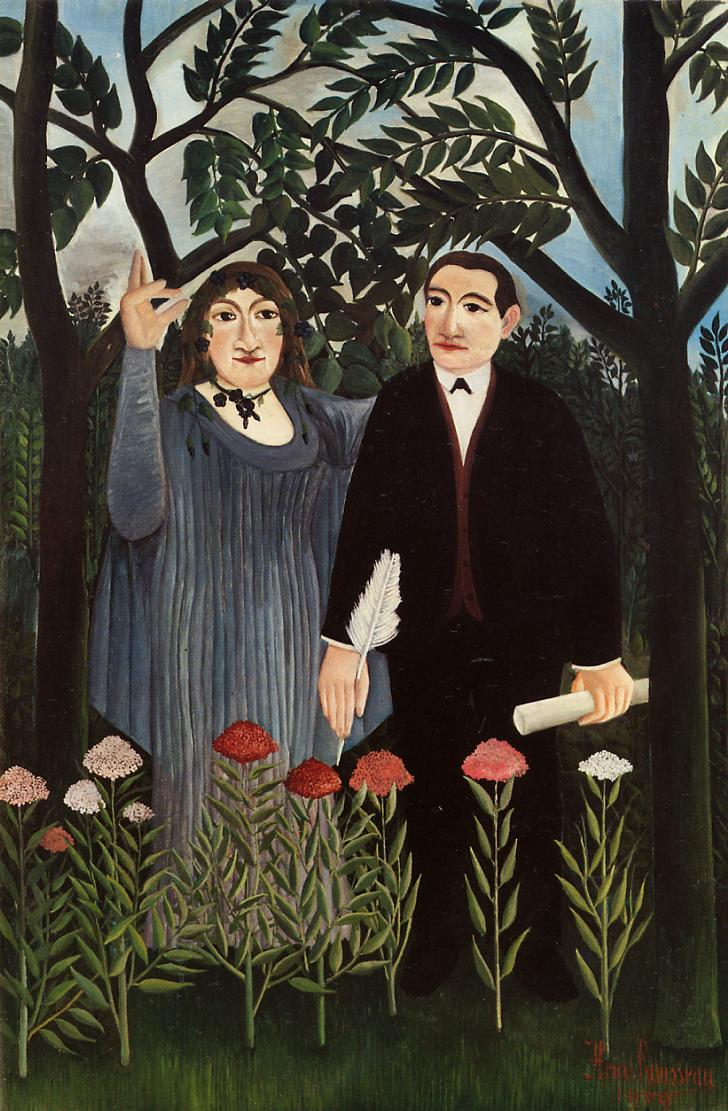
《詩人に霊感を与えるミューズ》1909年、バーゼル市立美術館（スイス）
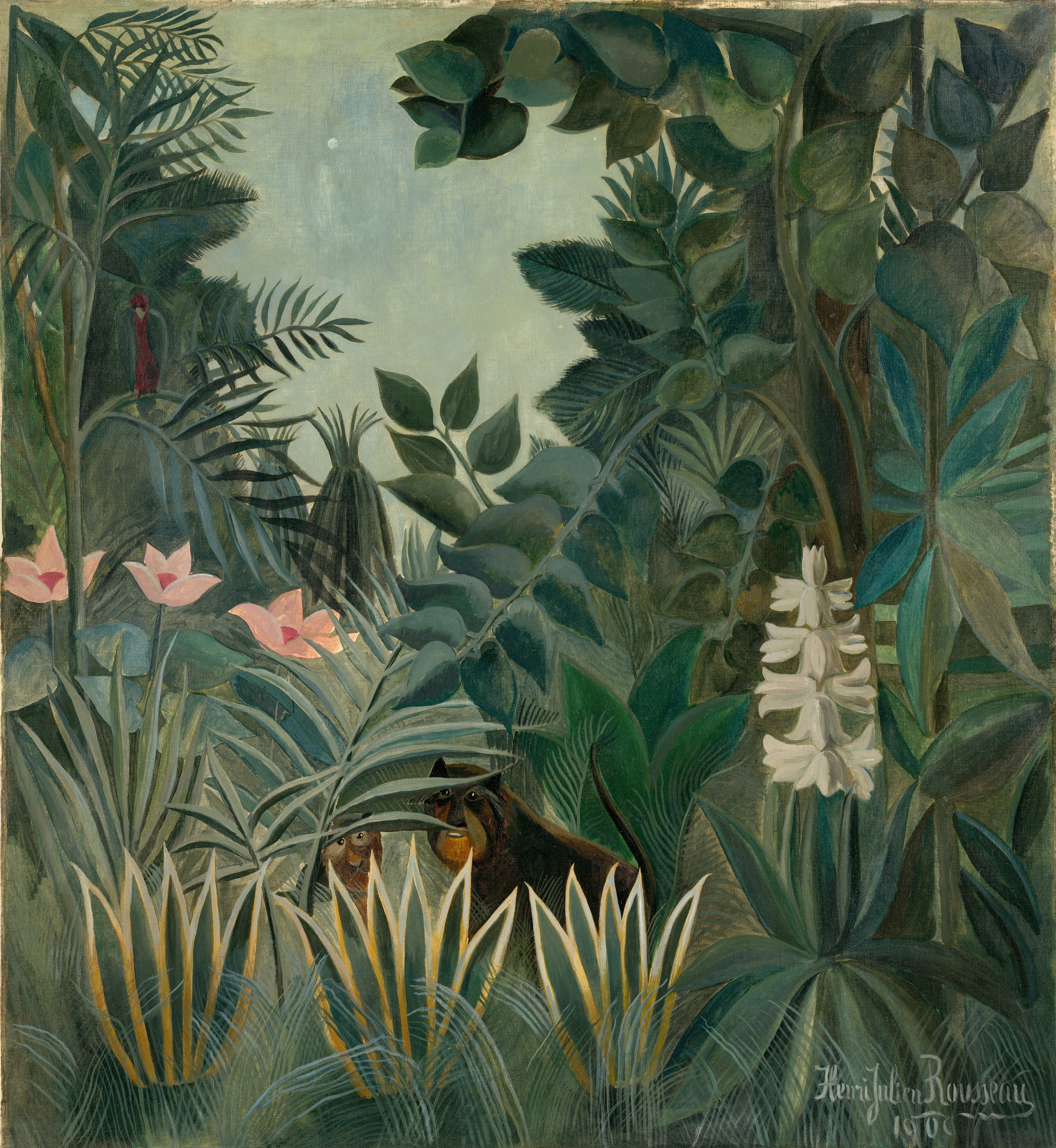
《赤道上のジャングル》1909年、ナショナル・ギャラリー（ワシントンD.C.）
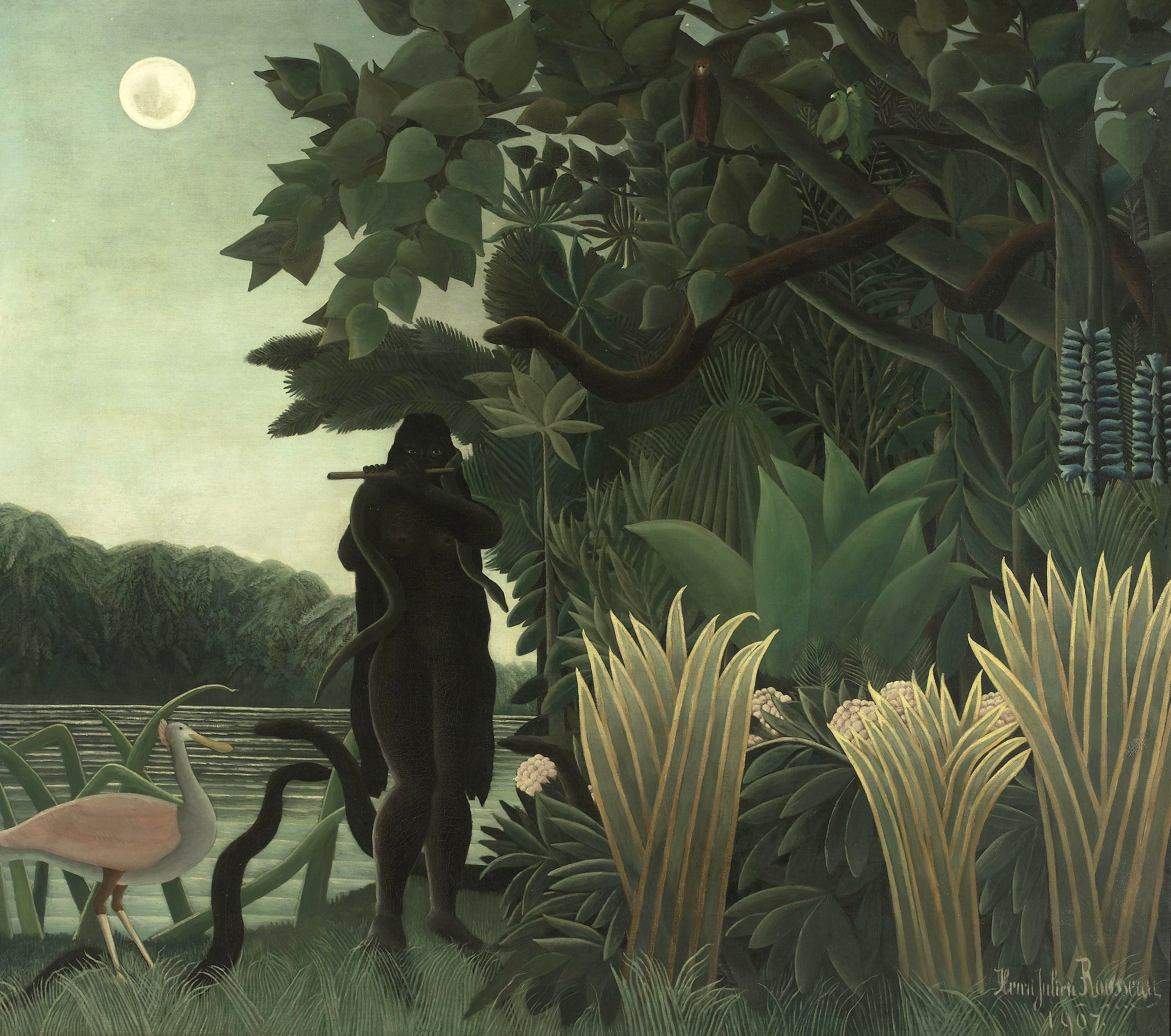
《蛇使いの女》1907年、オルセー美術館蔵（パリ）
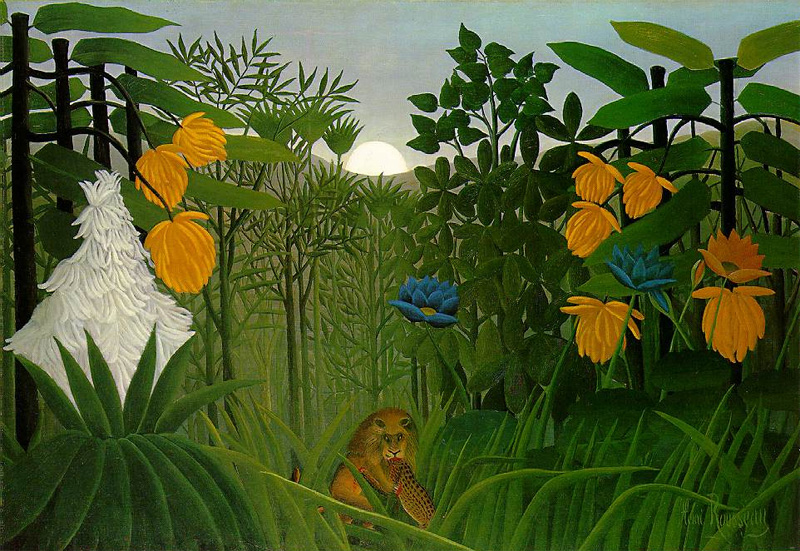
《ライオンの食事》1907年頃、メトロポリタン美術館蔵（ニューヨーク）
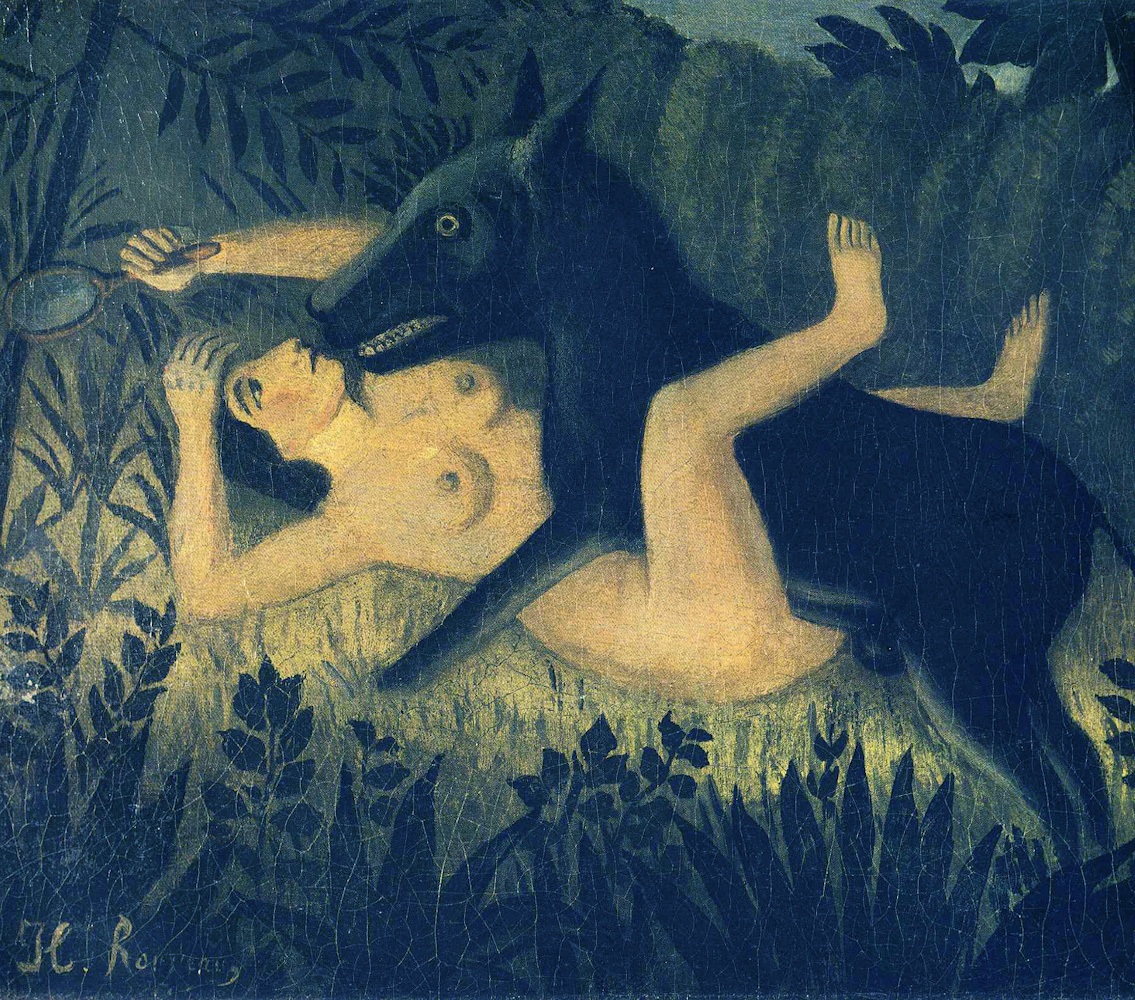
《美女と野獣》1908年、ハンブルグ美術館蔵（ハンブルグ）
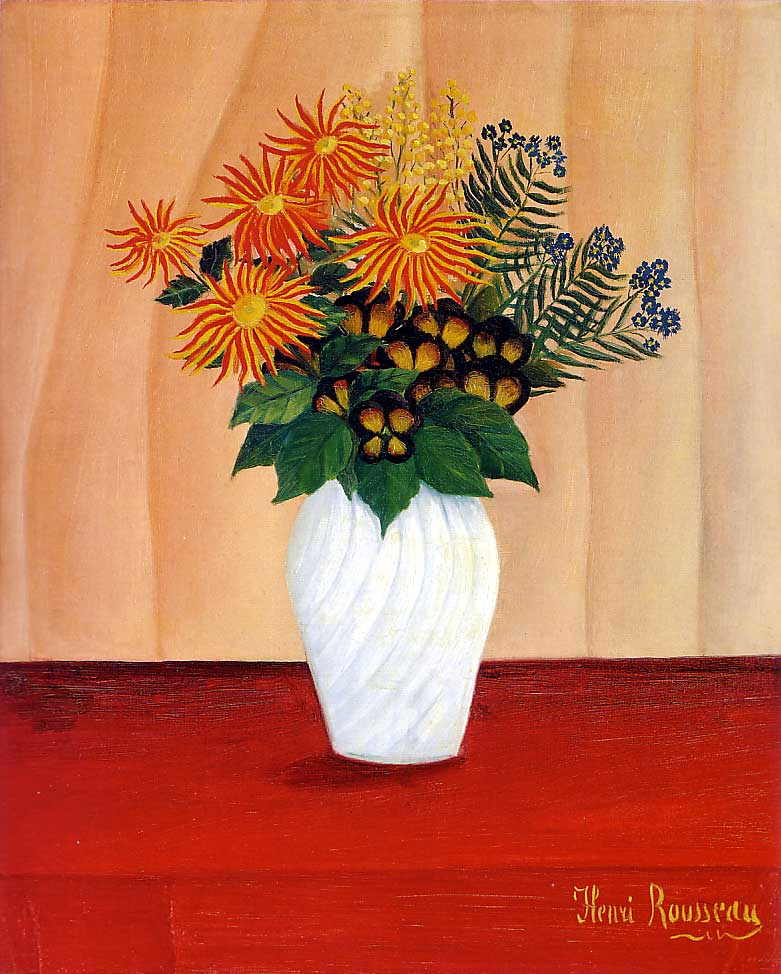
《花束》1910年、テート・ギャラリー蔵（ロンドン）
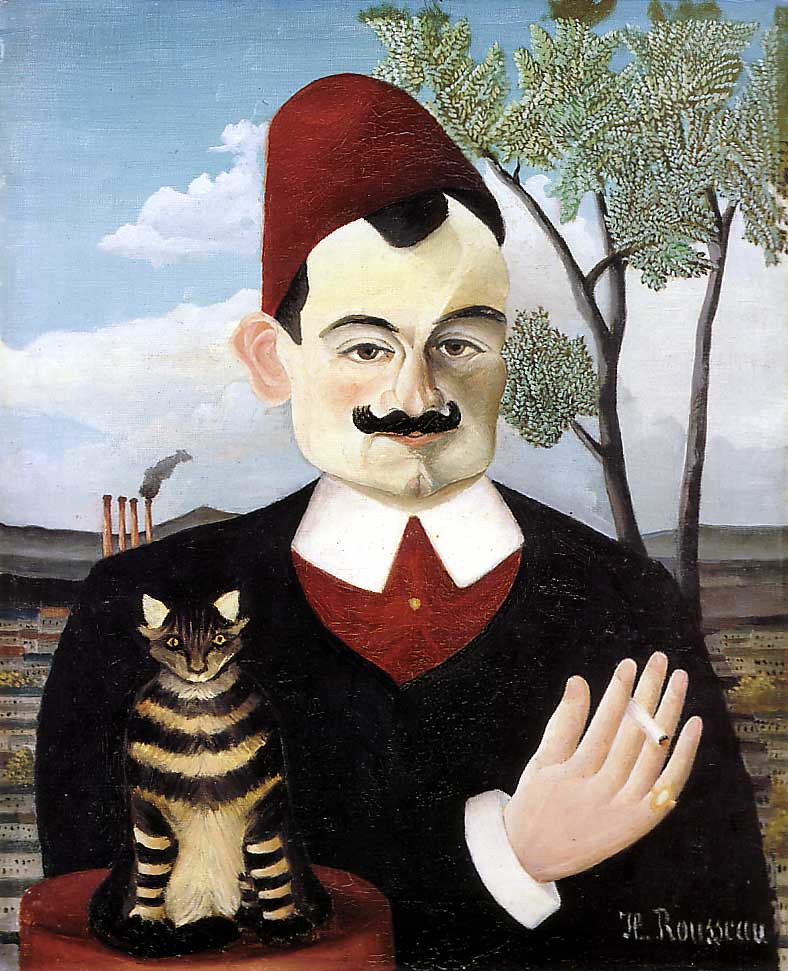
《ピエール・ロティの肖像》1910年、チューリヒ美術館蔵（スイス）

## 画集
- 新潮美術文庫. 33 ルソー 新潮社, 1975.
- 巨匠の名画. 7 ルソー　学習研究社, 1977.7.
- 世界美術全集. 27 ルソー 小学館, 1980.1.
- 25人の画家 現代世界美術全集. 第17巻.ルソー　講談社、1981

## 書籍
- 素朴の大砲 画志アンリ・ルッソー 草森紳一 大和書房, 1979.4.
- アンリ・ルソー楽園の謎 岡谷公二 1983.10. 新潮選書、新版・中公文庫、平凡社ライブラリー
- アンリ・ルソー 証言と資料 山崎貴夫 みすず書房, 1989.4.
- アンリ・ルソー 楽園の夢　藤田尊潮編訳 八坂書房〈自作を語る画文集〉, 2015.